# Фестиваль Fantasporto 1982 года
Второй фестиваль фантастических фильмов «Fantasporto» (порт. Festival Internacional de Cinema do Porto - Mostra de Cinema Fantástico) проходил со 2 по 12 февраля 1982 года в городе Порту (Португалия). В рамках фестиваля впервые был проведён конкурс с вручением призов.

## Лауреаты конкурса полнометражных лент
Лучший фильм — «Искупитель» (The Redeemer), Югославия, 1981, режиссёр Крсто Папич
Лучший актёр — Эусебио Пончела за роль в фильме «Вспышка» (Arrebato), Испания, 1980, режиссёр Иван Сулуэта
Лучшая актриса — Джулия Кристи за роль в фильме «Воспоминания выжившей» (Memoirs of a Survivor), Великобритания, 1981, режиссёр Дэвид Голдуэлл
Лучший режиссёр:
- Дэвид Голдуэлл за фильм «Воспоминания выжившей» (Memoirs of a Survivor), Великобритания, 1981
- Пётр Щулкин за фильм «Война миров. Следующее столетие» (Wojna swiatów — nastepne stulecie), Польша, 1981

Лучший сценарий — Иван Сулуэта, фильм «Вспышка» (Arrebato), Испания, 1980
Специальное упоминание:
- «Девушка и чудовище» (Panna a netvor), Чехословакия, 1978, режиссёр Юрай Герц
- «Возвращение человека-волка» (Retorno del Hombre-Lobo, El), Испания, 1980, режиссёр Хакинто Молина

Приз критики — «Возвращение человека-волка» (Retorno del Hombre-Lobo, El), Испания, 1980, режиссёр Хакинто Молина
Приз зрителей — «Воспоминания выжившей» (Memoirs of a Survivor), Великобритания, 1981, режиссёр Дэвид Голдуэлл